# Maruja Gorday
Maruja Guadalupe Gorday Moreno de Villalobos (Ciudad de Panamá, Panamá; 22 de agosto de 1962) es una educadora panameña, quién se desempeñó cómo ministra de educación de Panamá desde el 1 de julio de 2019 puesto que fue designada por el presidente de la República de Panamá Laurentino Cortizo.

## Biografía
Es egresada de profesora de Educación Media con especialización en Artes Aplicadas de la Facultad de Educación de la Universidad de Panamá.
Se graduó de docente integral de Educación Especial con especialización en Estimulación Precoz, Visión, Audición y Lenguaje del Instituto Superior de Especialización.
Tiene una Licenciatura en Artes Aplicadas de la Facultad de Arquitectura de la Universidad de Panamá.
Ha sido directora general del Instituto Panameño de Habilitación Especial (IPHE), fundadora y Directora del Centro Ann Sullivan, Secretaria General de la Secretaría Nacional de Discapacidad (SENADIS), Directora Nacional de Educación Especial del IPHE y Directora de la Escuela Vocacional Especial.
Fue representante del Ministerio de Educación (MEDUCA) en el Consejo Permanente Multisectorial para la Implementación del Diálogo por la Educación (COPEME), representante del Ministerio de Educación en la Mesa del Diálogo Compromiso por la Educación, candidata ante el Comité de Expertos sobre los Derechos de las Personas con Discapacidad de Naciones Unidas.
Ha participado en diversas conferencias, cursos de capacitación y perfeccionamiento profesional como el taller de intercambios de experiencias en la implementación de sistemas de evaluación de aprendizaje (MEDUCA), conferencia de políticas educativas para fomentar la calidad y la cultura de la Evaluación Educativa y el curso de Planificación Estratégica de Franklin Covey.
Gorday de Villalobos participó de la confección del documento Un llamado a la Acción: Compromiso Nacional por la Educación: demos el siguiente paso y fue parte del equipo de colaboradores del primer modelo estadístico para establecer indicadores educativos.

## Ministra de Educación
El 4 de junio de 2019, fue designada Ministra de Educación de Panamá por el entonces presidente electo Laurentino Cortizo Cohen. Asumiendo el cargo el 1 de julio de 2019 y participando del Consejo de Gabinete.